# Orimarga asignata
Orimarga asignata är en tvåvingeart som beskrevs av Senior-white 1924. Orimarga asignata ingår i släktet Orimarga och familjen småharkrankar.
Artens utbredningsområde är Sri Lanka. Inga underarter finns listade i Catalogue of Life.